# Sir Duke
«Sir Duke» es una canción compuesta e interpretada por el músico Stevie Wonder, incluida en su álbum Songs in the Key of Life editado en 1976. Lanzada en el mes de marzo de 1977, la canción encabezó la lista "Billboard Hot 100" y la "Black Singles Chart", además de llegar al puesto número 2 en la UK Singles Chart
Fue escrita en homenaje de Duke Ellington, uno de los músicos de jazz más influyentes, quien falleció en 1974. También hace referencia a artistas como Count Basie, Glenn Miller, Louis Armstrong y Ella Fitzgerald.
Wonder volvió a grabar la canción para su álbum en vivo de 1995 Natural Wonder.

## Músicos participantes
Raymond Libras (batería)
Nathan Watts (bajo)
Mike Sembello (guitarra)
Ben Puentes (guitarra rítmica) 
Hank Redd (saxofón)
Trevor Laurence (saxofón)
Raymond Maldonado (trompeta) 
Steve Madaio (trompeta)

## Posición
| Lista (1977)                    | Posición más alta |
| ------------------------------- | ----------------- |
| U.S. Billboard Hot 100          | 1                 |
| U.S. Billboard Hot Soul Singles | 1                 |
| UK Singles Chart                | 2                 |

- Datos: Q2165252